# Liga Árabe del Golfo (EAU) 2021-22
La UAE Pro-League 2021-22 (también conocida como Liga Árabe del Golfo o Etisalat Pro League por motivos de patrocinio) fue la 47.ª temporada de fútbol de la máxima categoría de los Emiratos Árabes Unidos. La liga inició el 19 de agosto de 2021 y finalizó el 26 de mayo de 2022.
La liga contó con catorce equipos; doce de la temporada pasada y dos ascendidos de la Segunda División, el campeón Al-Urooba Club y el Emirates Club.

## Equipos

### Ciudades y estadios
| Equipo         | Ciudad                 | Estadio            | Capacidad |
| -------------- | ---------------------- | ------------------ | --------- |
| Ajman          | Ajman                  | Ajman              | 5537      |
| Al-Ain         | Al Ain                 | Hazza Bin Zayed    | 25 965    |
| Al-Dhafra      | Madinat Zayed          | Al-Dhafra          | 5020      |
| Al-Jazira      | Abu Dabi (Al Nahyan)   | Mohammad Bin Zayed | 42 056    |
| Al-Nasr        | Dubái (Al Nasr)        | Al-Maktoum         | 15 058    |
| Al-Wahda       | Abu Dabi (Al Nahyan)   | Al-Nahyan          | 12 201    |
| Al-Wasl        | Dubái (Zabeel)         | Zabeel             | 8439      |
| Baniyas        | Abu Dabi (Al Shamkha)  | Baniyas            | 10 000    |
| Al-Urooba      | Qidfa/Mirbah (Fuyaira) | Fujairah Club      | 10 645    |
| Emirates       | Ras al-Khaimah         | Emirates Club      | 5200      |
| Kalba          | Kalba                  | Ittihad Kalba      | 8500      |
| Khor Fakkan    | Khor Fakkan            | SBM Al Qassimi     | 7500      |
| Shabab Al-Ahli | Dubái (Deira)          | Al-Rashid          | 12 052    |
| Sarja          | Sharjah                | Sharjah            | 20 000    |

### Personal y equipación
Nota: Loas banderas indican el equipo nacional tal como se ha definido en las reglas de elegibilidad de la FIFA. Los jugadores pueden tener más de una nacionalidad.
| Equipo         | Entrenador         | Capitán            | Fabricante  | Patrocinador         |
| -------------- | ------------------ | ------------------ | ----------- | -------------------- |
| Ajman          | Ayman Elramady     | Rashed Malallah    | Hummel      | Ajman Bank           |
| Al-Ain         | Pedro Emanuel      | Ismail Ahmed       | Nike        | First Abu Dhabi Bank |
| Al-Dhafra      | Mohammad Kwid      | Ahmed Ali          | Adidas      | Ruwais               |
| Al-Jazira      | Marcel Keizer      | Ali Khasif         | Adidas      | Healthpoint          |
| Al-Nasr        | Ramón Díaz         | Tareq Ahmed        | N45         | Emirates Islamic     |
| Al-Wahda       | Henk ten Cate      | Ismail Matar       | Adidas      | —                    |
| Al-Wasl        | Odair Hellmann     | Lima               | New Balance | Emaar                |
| Baniyas        | Daniel Isăilă      | Fawaz Awana        | Joma        | —                    |
| Al-Urooba      | Fathi Al-Obeidi    | Ahmed Khamis       | uhlsport    | —                    |
| Emirates       | Tarik Sektioui     | Abdullah Malallah  | uhlsport    | —                    |
| Kalba          | Jorge Da Silva     | Mansor Abbas       | Erreà       | Caltex               |
| Khor Fakkan    | Caio Zanardi       | Saif Mohammed      | Adidas      | —                    |
| Shabab Al-Ahli | Mahdi Ali          | Majed Naser        | Nike        | Nissan               |
| Sarja          | Abdulaziz Al Yassi | Shahin Abdulrahman | Adidas      | Saif Zone            |

### Cambio de entrenadores
| Equipo | Entrenador saliente | Fecha de salida | Modo de salida | Pos. | Entrenador | Fecha de nombramiento |
| ------ | ------------------- | --------------- | -------------- | ---- | ---------- | --------------------- |

### Jugadores extranjeros
El número de jugadores extranjeros está limitando estrictamente a cuatro por equipo, incluyendo un cupo para un jugador de la AFC. Un equipo puede utilizar cuatro jugadores extranjeros en el campo durante cada juego, incluyendo al menos un jugador de algún país asiático.

## Desarrollo

### Tabla de posiciones
| Pos. | Equipo         | Pts. | PJ | G  | E  | P  | GF | GC | Dif. | Clasificación o descenso               |
| ---- | -------------- | ---- | -- | -- | -- | -- | -- | -- | ---- | -------------------------------------- |
| 1    | Al-Ain (C)     | 65   | 26 | 20 | 5  | 1  | 57 | 17 | +40  | Fase de grupos de Liga de Campeones    |
| 2    | Sarja          | 55   | 26 | 17 | 4  | 5  | 46 | 25 | +21  | Ronda de play-off de Liga de Campeones |
| 3    | Al-Wahda       | 53   | 26 | 15 | 8  | 3  | 51 | 25 | +26  |                                        |
| 4    | Al-Jazira      | 45   | 26 | 14 | 3  | 9  | 42 | 34 | +8   |                                        |
| 5    | Shabab Al-Ahli | 42   | 26 | 12 | 6  | 8  | 33 | 30 | +3   |                                        |
| 6    | Al-Wasl        | 36   | 26 | 9  | 9  | 8  | 36 | 30 | +6   |                                        |
| 7    | Ajman          | 35   | 26 | 10 | 5  | 11 | 35 | 40 | −5   |                                        |
| 8    | Al-Nasr        | 33   | 26 | 9  | 6  | 11 | 42 | 38 | +4   |                                        |
| 9    | Baniyas        | 31   | 26 | 8  | 7  | 11 | 33 | 39 | −6   |                                        |
| 10   | Khor Fakkan    | 28   | 26 | 8  | 4  | 14 | 38 | 49 | −11  |                                        |
| 11   | Kalba          | 28   | 26 | 6  | 10 | 10 | 32 | 38 | −6   |                                        |
| 12   | Al-Dhafra      | 24   | 26 | 6  | 6  | 14 | 28 | 36 | −8   |                                        |
| 13   | Al-Urooba (D)  | 18   | 26 | 3  | 9  | 14 | 25 | 57 | −32  | Descenso de categoría                  |
| 14   | Emirates (D)   | 10   | 26 | 2  | 4  | 20 | 21 | 61 | −40  | Descenso de categoría                  |

 Fuente: Liga Árabe del Golfo
Criterios de clasificación:  1) Puntos; 2) Gol diferencia en partidos directos; 3) Goles anotados en partidos directos; 4) Goles de visitante en partidos directos; 5) Gol diferencia; 6) Goles anotados; 7) Goles de visitante; 8) Puntos en partidos directos; 9) Puntos Fair Play 10) Sorteo.
Notas:
1. ↑  Sarja ganó la Copa Presidente de EAU 2021-22, por tanto clasificó a la ronda de play-off de la Liga de Campeones.
2. 1 2  Puntos en partidos directos: Khor Fakkan 3, Kalba 3. Goles de visitante en partidos directos: Khor Fakkan 3, Kalba 1.

### Resultados
| Local \ Visitante | AJM | AIN | DHA | JAZ | NAS | WAH | WAS | YAS | URO | EMI | KAL | KHF | SAD | SHR |
| ----------------- | --- | --- | --- | --- | --- | --- | --- | --- | --- | --- | --- | --- | --- | --- |
| Ajman             |     | 0–4 | 1–3 | 2–1 | 3–0 | 2–2 | 0–0 | 0–2 | 1–1 | 0–1 | 4–3 | 4–2 | 1–1 | 1–0 |
| Al-Ain            | 2–1 |     | 1–0 | 5–0 | 3–1 | 1–1 | 3–2 | 2–0 | 1–1 | 2–0 | 4–1 | 4–1 | 1–0 | 1–1 |
| Al-Dhafra         | 3–0 | 0–1 |     | 0–3 | 1–1 | 1–3 | 2–2 | 1–2 | 2–1 | 0–0 | 1–1 | 4–1 | 0–1 | 0–1 |
| Al-Jazira         | 3–0 | 1–5 | 2–0 |     | 2–1 | 1–2 | 3–2 | 2–0 | 1–0 | 3–2 | 3–2 | 4–0 | 2–1 | 1–0 |
| Al-Nasr           | 0–1 | 0–1 | 1–2 | 2–0 |     | 1–2 | 3–2 | 2–2 | 5–0 | 4–0 | 0–3 | 3–0 | 1–1 | 0–2 |
| Al-Wahda          | 3–0 | 0–1 | 3–2 | 1–1 | 2–2 |     | 2–1 | 1–1 | 4–2 | 4–1 | 2–0 | 1–0 | 0–0 | 1–2 |
| Al-Wasl           | 2–4 | 0–2 | 1–0 | 2–1 | 1–2 | 1–1 |     | 0–0 | 5–0 | 3–0 | 1–1 | 1–1 | 1–0 | 0–0 |
| Baniyas           | 0–2 | 0–1 | 2–0 | 1–1 | 2–1 | 0–1 | 0–1 |     | 2–0 | 3–1 | 1–1 | 2–2 | 4–1 | 0–4 |
| Al-Urooba         | 0–3 | 3–3 | 1–1 | 0–1 | 1–1 | 0–4 | 1–1 | 2–1 |     | 4–2 | 0–1 | 1–4 | 1–1 | 2–2 |
| Emirates          | 1–3 | 0–3 | 0–3 | 0–3 | 0–4 | 2–4 | 0–1 | 2–2 | 0–1 |     | 1–1 | 2–1 | 0–1 | 2–2 |
| Kalba             | 1–1 | 0–2 | 2–2 | 0–0 | 2–2 | 2–1 | 1–1 | 1–3 | 2–1 | 3–1 |     | 2–3 | 0–0 | 0–1 |
| Khor Fakkan       | 2–0 | 1–3 | 3–0 | 2–1 | 4–0 | 0–0 | 0–1 | 4–2 | 1–1 | 2–1 | 0–1 |     | 1–2 | 1–3 |
| Shabab Al-Ahli    | 1–0 | 1–1 | 1–0 | 2–1 | 1–2 | 1–3 | 0–2 | 3–1 | 3–1 | 2–1 | 2–1 | 3–1 |     | 4–3 |
| Sarja             | 2–1 | 2–0 | 1–0 | 2–1 | 0–3 | 0–3 | 3–2 | 3–0 | 5–0 | 2–1 | 1–0 | 3–1 | 1–0 |     |